# The Journal of Philosophy
The Journal of Philosophy är en månatlig referentgranskad akademisk tidskrift om filosofi, grundad 1904 vid Columbia University. Dess uttalade syfte är "Att publicera filosofiska artiklar av aktuellt intresse och uppmuntra utbyte av idéer, särskilt utforskandet av gränsen mellan filosofi och andra discipliner." 
Tidskriften rankades näst högst i en undersökning av  filosofitidskrifters kvalitet i en undersökning  genomförds av Leiter Reports  och anses allmänt vara en av de mest prestigefyllda tidskrifterna inom området.  Tidskriften publicerar också Deweyseminariet, Woodbridgeseminariet och Nagelseminariet som hålls vid Columbia University.

## Historia
Tidskriften grundades vid Columbia University 1904 som The Journal of Philosophy, Psychology and Scientific Methods, under redaktion av professor JE Woodbridge och professor James McKeen Cattell.  Wendell T. Bush blev medredaktör för tidskriften 1906 och försåg den med  finansiering.  I det första numret meddelades att tidskriften grundats med avsikten att "täcka hela fältet vetenskapsfilosofi, psykologi, etik och logik" så att "relationerna mellan filosofi och psykologi ska förbli intima". 1921 förkortades tidskriftens namn till The Journal of Philosophy.
Från 1954 till 1985 var tidskriftens president Albert G. Redpath. Efter Redpaths död var Corliss Lamont president under en kort period. Arthur C. Danto var president från 1985 till 2010, följt av Akeel Bilgrami, som är dess nuvarande president.
Tidskriften har sin institutionella hemvist vid Columbia University. Från grundandet fram till 1998 trycktes tidskriften av Lancaster Press i Lancaster, Pennsylvania. Idag trycks tidskriften av Sheridan Press i Hanover, Pennsylvania.

## Välciterade artiklar
Enligt Thomson Reuters Journal Citation Reports inkluderar de mest citerade artiklarna som publiceras av tidskriften:

### Början av 1900-talet
- "Does 'Consciousness' Exist" (1904) - William James
- "A World of Pure Experience" (1904) - William James
- "The Postulat of Immediate Empiricism" (1905) - John Dewey
- "The Social Self" (1913) - George Herbert Mead
- "Deweys naturalistiska metafysik" (1925) - George Santayana
- "Behaviorism and Purpose" (1925) - Edward C. Tolman
- "Logical Positivism" (1931) - Albert E. Blumberg och Herbert Feigl

### Mitten av 1900-talet
- "Present Standpoints and Past History" (1939) - Arthur O. Lovejoy
- "The Function of General Laws in History" (1942) - Carl G. Hempel
- "The Problem of Counterfactual Conditionals" (1947) - Nelson Goodman
- "Quantifiers and Propositional Attitudes" (1956) - WVO Quine
- "Actions, Reasons and Causes" (1963) - Donald Davidson
- "The Artworld" (1964) - Arthur C. Danto
- "An Argument for the Identity Theory" (1966) - David Kellogg Lewis
- "Singular Terms, Truth-Value Gaps, and Free Logic" (1966) - BC Van Fraassen
- "Counterpart Theory and Quantified Modal Logic" (1968) - David Kellogg Lewis
- "Ontological Relativit" (1968) - WVO Quine
- "Alternativa möjligheter och moraliskt ansvar" (1969) - Harry Frankfurt

### Sent 1900-tal
- "Epistemic Operators" (1970) - Fred Dretske
- "Intentional Systems" (1971) - Daniel C. Dennett
- ""Freedom of the Will and the Concept of a Person" (1971) - Harry Frankfurt
- "Causation, Nomic Subsumption, and the Concept of Event" (1973) - Jaegwon Kim
- "Meaning and Reference" (1973) - Hilary Putnam
- "Functional Analysis" (1975) - Robert Cummins
- "Free Agency" (1975) - Gary Watson
- "Outline of a Theory of Truth" (1975) - Saul Kripke
- "Preference and Urgency" (1975) - TM Scanlon
- "Discrimination and Perceptual Knowledge" (1976) - Alvin I. Goldman
- "Wide Refllective Equilibrium and Theory Acceptance in Ethics" (1979) - Norman Daniels
- "Kantian Constructivism in Moral Theory" (1980) - John Rawls
- "Rational and Full Autonomy" (1980) - John Rawls
- "Eliminative Materialism and the Propositional Attitudes" (1981) - Paul M. Churchland
- "Moral information" (1985) - Amartya Sen
- "Skepticism about Practical Reason" (1986) - Christine Korsgaard
- "What Mary Didn't Know" (1986) - Frank C. Jackson
- "Individualism and Self-Knowledge" (1988) - Tyler Burge
- "Why Abortion is Immoral" (1989) - Don Marquis
- "The Structure and Content of Truth" (1990) - Donald Davidson
- "National Self-Determination" (1990) - Avishai Margalit och Joseph Raz
- "Real Patterns" (1991) - Daniel C. Dennett
- "Rationality Within Reason" (1992) - David Schmidtz
- "Reconciliation Through the Public Use of Reason: Remarks on John Rawls's Political Liberalism" (1995) - Jürgen Habermas
- "What Might Cognition Be, If Not Computation?" (1995) - Tim van Gelder
- "The Woodbridge Lectures: Having the World in View: Sellars, Kant, and Intentionality" (1997) - John McDowell

### 2000-talet
- "Causation as Influence" (2000) - David Lewis
- "Knowing How" (2001) - Jason Stanley och Timothy Williamson
- "The Harder Problem of Consciousness" (2002) - Ned Block
- "Challenges to the Hypothesis of Extended Cognition" (2004) - Robert D. Rupert
- "What Do We Want from a Theory of Justice" (2006) - Amartya Sen
- "The Dewey Lectures: What Kind of Creatures Are We?" (2013) - Noam Chomsky